# Per J. Andersson

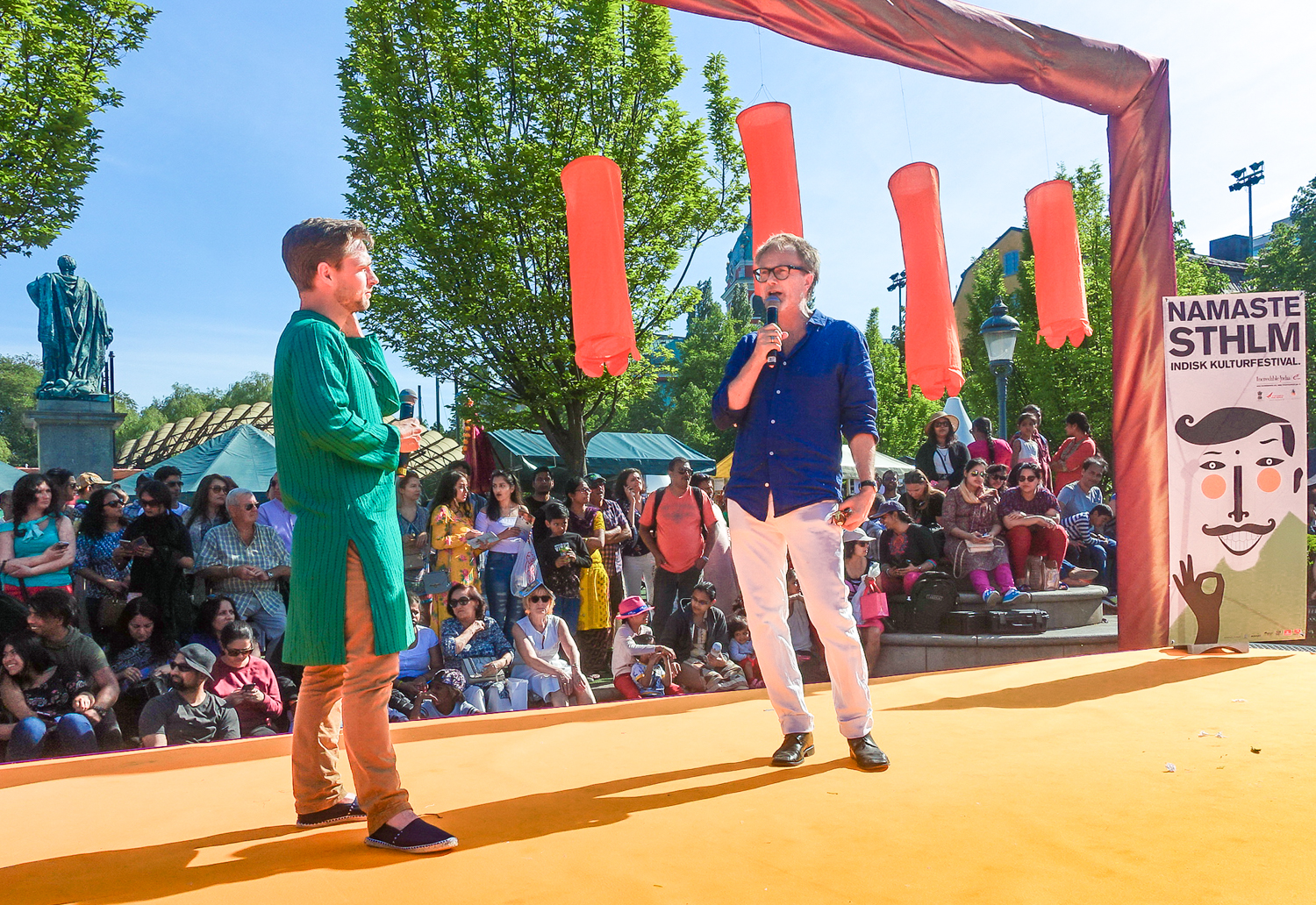
Per J. Andersson intervjuas och föreläser under Namaste Stockholm Indian Culture Festival 2018 i Kungsträdgården i Stockholm.

Per Johan Andersson, känd som Per J. Andersson, född 29 mars 1962 i Hallstahammar, är en svensk författare, föreläsare och resejournalist. Han är en av grundarna av Resetidningen Vagabond.

## Biografi
Per J. Andersson har studerat statsvetenskap, u-landskunskap, antikens historia och samtidshistoria.

### Journalist och författare
Andersson var med och startade och var redaktör för fanzinet Modernes Pop i Västerås i början av 1980-talet. Under samma årtionde arbetade han också som frilans för Vestmanlands Läns Tidning och reporter på Värnplikts-Nytt, Västerviks-Tidningen, Folket, Västerbottens-Kuriren, Östgöta Correspondenten, Dagens Nyheter och fredstidning Pax.
Sedan 1987 är Andersson redaktör och reporter på Vagabond, som han var med och grundade. Han har genom åren frilansat om resor, reseskildringar, globala frågor och Indien för Dagens Nyheters kulturredaktion, Sveriges Natur, TT:s utrikesredaktion och Obs i Sveriges Radios P1. Andersson undervisar också på resereportageskrivarkurser och på journalistskolor samt föreläser om Indien, tågresor, vandringar, hållbart resande och resandet i allmänhet.
Han har utgivit ett 20-tal böcker (2024). Boken New Delhi–Borås har översatts till 17 språk, medan För den som reser är världen vacker hittills översatts till tyska och japanska.
Andersson utsågs 2010 till Årets Journalist av Sveriges Tidskrifter i samband med Tidskriftsgalan på Cirkus i Stockholm. 2018 vann den engelska översättningen av hans bok New Delhi–Borås det brittiska resebokpriset Marco Polo Outstanding General Travel Themed Book of the Year på en gala i London. Hösten 2019 kom hans nästa bok, Ta tåget – på spåret genom historien, samtiden och framtiden, som också utgivits i Tyskland och Italien. 
Efter tågboken har han skrivit och utkommit med ljudboksserien Historiska kvinnliga resenärer, krönike- och essäsamlingen Tankar för dagen – manual för nyfikna resenärer och Drömmen om en ö.

### Tv, radio och sociala medier
Andersson har återkommande trendspanat om resor i TV4 Nyhetsmorgon och SVT:s Go’kväll samt gjort fyra säsonger av radioprogrammet Räls i Sveriges Radio P1. Han medverkar också i P1:s Tankar för dagen och sedan 2012 regelbundet i OBS: Radioessän i P1. Han  medverkar också i Facebookgrupperna Tågsemester och Tåg i Norden och är föreläsare över hela Sverige i miljömässigt hållbara resor och socialt ansvarstagande turism.